# Leptostomias haplocaulus
Leptostomias haplocaulus és una espècie de peix de la família dels estòmids i de l'ordre dels estomiformes.

## Morfologia
- Els mascles poden assolir 37,6 cm de longitud total.[4][5]

## Hàbitat
És un peix marí i d'aigües tropicals.

## Distribució geogràfica
Es troba a l'Atlàntic oriental (des de les Illes Açores fins a Mauritània) i l'Atlàntic occidental (des de 30°N fins a 24°N i entre 70°W i 60°W).